# Stéphane Guérard
Stéphane Guérard (né le 12 avril 1968 à Sainte-Élisabeth, Québec, au Canada) est un joueur professionnel canadien de hockey sur glace.

## Carrière de joueur
Ce joueur a joué très brièvement dans la Ligue nationale de hockey pour les Nordiques de Québec. Après une bonne carrière junior, il se joignit aux Nordiques. À sa première saison avec le club, il joua 30 parties. Une blessure au genou l'obligea à prendre sa retraite après seulement 2 saisons complètes en tant que joueur professionnel et après s'être à nouveau blessé lors du camp d'entraînement de l'été 1991.

## Statistiques
Pour les significations des abréviations, voir Statistiques du hockey sur glace.
| Saison       | Équipe                   | Ligue        |    | Saison régulière | Saison régulière | Saison régulière | Saison régulière | Saison régulière |   | Séries éliminatoires | Séries éliminatoires | Séries éliminatoires | Séries éliminatoires | Séries éliminatoires |
| Saison       | Équipe                   | Ligue        | PJ | B                | A                | Pts              | Pun              | PJ               | B | A                    | Pts                  | Pun                  |                      |                      |
| 1984-1985    | Insulaires de Laval      | QAAA         | 36 | 6                | 12               | 18               | 140              |                  |   |                      |                      |                      |                      |                      |
| 1985-1986    | Cataractes de Shawinigan | LHJMQ        | 59 | 4                | 16               | 20               | 167              | 3                | 1 | 1                    | 2                    | 0                    |                      |                      |
| 1986-1987    | Cataractes de Shawinigan | LHJMQ        | 31 | 5                | 16               | 21               | 57               | 12               | 2 | 9                    | 11                   | 36                   |                      |                      |
| 1987-1988    | Nordiques de Québec      | LNH          | 30 | 0                | 0                | 0                | 34               |                  |   |                      |                      |                      |                      |                      |
| 1988-1989    | Citadels d'Halifax       | LAH          | 37 | 1                | 9                | 10               | 140              | 4                | 0 | 0                    | 0                    | 8                    |                      |                      |
| 1989-1990    | Citadels d'Halifax       | LAH          | 1  | 0                | 0                | 0                | 5                |                  |   |                      |                      |                      |                      |                      |
| 1989-1990    | Nordiques de Québec      | LNH          | 4  | 0                | 0                | 0                | 6                |                  |   |                      |                      |                      |                      |                      |
| 1996-1997    | Voyageurs de Vanier      | LHSPQ        | 1  | 0                | 0                | 0                | 0                |                  |   |                      |                      |                      |                      |                      |
| Totaux LNH   | Totaux LNH               | Totaux LNH   | 34 | 0                | 0                | 0                | 40               |                  |   |                      |                      |                      |                      |                      |
| Totaux LAH   | Totaux LAH               | Totaux LAH   | 38 | 1                | 9                | 10               | 145              | 4                | 0 | 0                    | 0                    | 8                    |                      |                      |
| Totaux LHJMQ | Totaux LHJMQ             | Totaux LHJMQ | 90 | 9                | 32               | 41               | 324              | 15               | 3 | 10                   | 13                   | 36                   |                      |                      |

## Trophées et honneurs personnels
- Ligue de hockey junior majeur du Québec
  - 1985-1986 : gagnant du trophée Raymond-Lagacé (meilleur défenseur recrue de la LHJMQ)

## Transactions en carrière
- 25 mai 1991 : échangé aux Rangers de New York par les Nordiques de Québec en retour de Miloslav Hořava.
- 3 septembre 1991 : échangé aux Nordiques de Québec par les Rangers de New York contre une somme d'argent.